# 53 (số)
53 (năm mươi ba) là một số tự nhiên liền sau 52 và liền trước 54.